# 프로젝트 관리
프로젝트 관리(영어: project management)는 프로젝트의 성공적인 완성을 목표로 움직이는 활동을 말한다. 여기에는 프로젝트를 구성하는 각각의 활동계획입안, 일정표 작성 및 진척 관리를 포함한다.

## 용어 정의
관리 기준에 따라서 계획의 내용, 시스템의 품질, 진척 상황, 가격 등의 통제나 평가를 하고, 어떤 특정 정보 시스템의 개발을 목적으로 하는 프로젝트에 대한 관리 업무 전반을 말하며 관리 기준을 근거로 계획의 내용, 시스템의 품질, 진행 상황, 비용 등의 통제와 평가를 실시한다.
프로젝트 관리 활동은 작업계획, 위험도(리스크) 평가, 작업 완료를 위한 자원 추정, 작업 조직, 인적/물적 자원 획득, 업무 할당, 활동지시, 프로젝트 집행 제어, 진전보고, 결과 분석을 포함한다. 비즈니스 다른 분야처럼 정보시스템을 위한 프로젝트를 관리하려면 범위, 시간, 비용, 품질, 리스크를 잘 다루어야 한다.

## 수반 활동
- 기획
- 위험(risk) 측정
- 이용가능한 자원의 산정
- 작업 분류 체계(Work Breakdown Structure;WBS)의 작성
- 필요한 인적, 물적 자원 확보
- 비용 산정
- 팀원에의 작업 할당
- 진척 관리
- 목적에 따른 결과가 도출되게끔 작업의 방향성을 유지
- 달성한 결과를 분석

## 목적
프로젝트 관리의 개념이 확립되기 이전에 프로젝트 진행은 경험이 많은 사원 스스로의 감과 같이 진행자의 개성에 의존하는 부분이 많았다. 프로젝트 관리 방법을 사용하는 것으로 기술의 전달이나 표준화가 가능하게 되어 프로젝트 성과가 보다 높아지게 되었다. 간트 차트 등을 포함하는 프로젝트 관리 제품을 이용하는 것으로 효율적인 업무수행이 가능하게 되었다.

## 역사
종래의 프로젝트 관리는 품질, 원가, 납기(QCD)의 관리활동이라고 여겨져 각각의 독립된 요소로 밖에 생각하지 않았다.
지금과 같은 프로젝트 관리 개념이 확립된 것은 냉전기의 미국 국방성으로 알려져 있다. 소련의 유인 로켓의 발사로 선수를 뺏겨 위기감을 느낀 미국 국방성은 군사 프로젝트의 프로세스를 보다 빠르게 하기 위해 프로세스를 체계화하여 정리했다. 1958년에는 폴라리스 프로젝트에서 "Program Evaluation and Review Technique(PERT)"가 개발되었다. 같은 시기에 듀퐁사에서도 "Critical Path Method(CPM)"라 부르는 기법이 개발되었다.

## 프로젝트 관리 지식체계
현재 미국의 비영리법인인 프로젝트 관리 협회(Project Management Institute;PMI)가 제정한 "프로젝트관리 지식체계(Project Management Body of Knowledge;PMBOK)"가 가장 널리 알려져 있다. PMBOK(피엠복)은 최신의 연구결과를 바탕으로 4년마다 개정을 지속하고 있다.
프로젝트관리지식체계(PMBOK)는 프로젝트를 아래의 관점에서 분류해 관리하려 한다.
1. 통합관리 (Project Integration Management)
2. 범위관리 (Project Scope Management)
3. 일정관리 (Project Time Management)
4. 원가관리 (Project Cost Management)
5. 품질관리 (Project Quality Management)
6. 인적자원관리 (Project Human Resource Management)
7. 의사소통관리 (Project Communications Management)
8. 위험관리 (Project Risk Management)
9. 조달관리 (Project Procurement Management)
10. 이해관계자관리 (Project Stakeholder Management)

## 관리와 운영의 분리
정보 시스템 개발 프로젝트 등에 있어서 그 성공여부가 중요한 경영과제로 됨에 따라 앞으로 그 중요성이 점점 증대될 것이 예상됨에 따라 프로젝트 관리자에 의해 보다 경영의 시점에 입각한 관리능력이 요구되고 있다.
한편, 정보 시스템은 점점 대규모화됨에 따라 프로젝트 수행에 있어서 고도의 기술지식이 요구될 때도 많다.
이 때문에 프로젝트 관리는 프로젝트 관리자(Project Manager;PM)에게 프로젝트 수행은 프로젝트 리더(Project Leader;PL)에게 분담시키는 케이스도 늘고 있다. 이것은 경영에 있어서 CEO(최고경영자)와, COO(최고운영책임자)의 업무분담과 아주 비슷하며, 프로젝트에 관한 의사결정은 PM이 그 수행을 PL이 한다. 기업의 정보전략에 관한 책임자인 CIO(최고 정보 책임자)가 프로젝트 관리자를 겸하는 경우도 많다.

## 관련 자격증
- PMP(Project Management Professional) - PMI가 주최하는 PMBOK에 준거한 인정시험

## 같이 보기
- 프로젝트 관리 전문가(PMP)
- 프로젝트 관리 조직(PMO)
- 시간 관리(TM)